# Sopra Steria
Sopra Steria est une entreprise de services du numérique (ESN) française et une société de conseil en transformation numérique des entreprises et des organisations.
Sopra Steria est le fruit de la fusion en janvier 2015 des deux entreprises françaises de services numériques Sopra et Steria, créées respectivement en 1968 et 1969. En 2020, le groupe compte 55 000 salariés répartis dans 30 pays dont 21 000 en France, et réalise un chiffre d'affaires de 5,8 milliards d'euros en 2023.

## Histoire

### Naissance de Sopra et Steria
La SOciété de PRogrammation et d'Analyses (Sopra) est créée en janvier 1968 par Pierre Pasquier, François Odin et Léo Gantelet.
Le 2 septembre 1969, la société Steria (Société d'Étude et de Réalisation en Informatique et Automatisme), société anonyme au capital de 400 000 F, est créée. SODERI (SOciété pour le DÉveloppement et la Recherche en Informatique) possède 51 % de ce capital, le groupe BNP 29,5 % (BNP 19,5 % ; Banexi 10 %) et le groupe Indochine 19,5 % (Banque de l'Indochine 8 % ; Locafrance 11,5 %). La société est alors domiciliée dans les bureaux de la BNP, 14 rue Bergère à Paris 9e (ancien siège du Comptoir national d'escompte de Paris).

### Acquisitions par Sopra et par Steria
En 1996, Sopra acquiert SG2 Ingénierie qui emploie au moment de son rachat 650 salariés (Société de services informatique au service des établissements financiers et bancaires).
En 1997, Steria rachète la société indienne IIS Infotech basée à New Delhi. En septembre de la même année, François Enaud est nommé directeur général du groupe Steria.[réf. nécessaire]
En 1999, Sopra s'implante au Royaume-Uni, en Espagne, en Italie et en Allemagne. La société crée alors la suite EVOLAN (plusieurs modules dont la gestion crédits).[réf. nécessaire]
En 1999, Steria est introduit au second marché de la bourse de Paris.[réf. nécessaire]
En 2000, Steria rachète trois sociétés françaises : l'activité d'infogérance d'Experian France, Tecsi, société experte dans le domaine des logiciels embarqués et Equip, société spécialisée dans la gestion de parc micro-informatiques. Pour sa part, Sopra acquiert Orga Consultants, société spécialisée dans le Conseil en stratégie, en management et en organisation, ayant 200 collaborateurs.
En 2001, Sopra crée sa filiale Axway Software et fait l'acquisition aux États-Unis des sociétés Viewlocity, Cyclone Commerce et Tumbleweed Communications et des sociétés italienne ITI et britannique CS Rand, toutes deux actives dans le conseil et l'intégration de systèmes. Par le biais de sa filiale Axway Software, la société décide de se développer sur le marché de l’EAI (Enterprise Application Integration).
En 2001, Steria acquiert les activités de services informatiques de Bull dans neuf pays européens (Royaume-Uni, Allemagne, Espagne, Norvège, Danemark, Suède, Belgique, Luxembourg et Suisse) ; et développe la carte d'identité électronique belge.
En 2003, Sopra Group acquiert Inforsud Ingénierie puis Valoris l'année suivante, société européenne de conseil et de services informatiques.
En 2005, Steria acquiert la société allemande Mummert Consulting. Sopra ouvre des centres de services near et offshore en Europe et en Inde, acquiert la société Newell & Budge au Royaume-Uni et ses filiales irlandaise et indienne qui disposent d’une gamme complète de services informatiques allant du conseil à la mise en œuvre, ainsi que la société PROFit, société indépendante de conseil et d’intégration de systèmes basée en Espagne et au Portugal. En 2007, Steria acquiert la société Xansa au Royaume-Uni lui permettant de développer considérablement ses parts de marché dans le secteur public au Royaume-Uni, ainsi que ses capacités de production offshore en Inde. Par ailleurs, les statuts de l'entreprise évoluent pour la mise en œuvre d’une « gouvernance participative » impliquant les salariés actionnaires. Steria signe avec le ministère des Finances français le contrat « Chorus », le plus important projet SAP en France. La société ouvre également deux centres nearshore en Pologne et au Maroc.
En 2008, Sopra acquiert la société CIBF, société indépendante de développement de progiciels et logiciels pour la gestion des portefeuilles, risques et échanges interbancaires, et aussi la société BAI, éditeur de solutions crédits.
Axway Software se sépare de Sopra Group en juin 2011 lors de son introduction en Bourse. Parallèlement (octobre 2011), le groupe acquiert 100 % de la société Delta Informatique, société indépendante éditrice d'une offre de solutions « Global Banking » destinée aux banques de détail en France et à l’international,. Sopra lance aussi sa première solution de distribution bancaire, après son acquisition de Delta Informatique.
En février 2012, Sopra acquiert la société bruxelloise Callataÿ & Wouters, spécialiste des progiciels dédiés au secteur bancaire en vue de la formation d’une entité commune,. Le mois suivant, Sopra acquiert les filiales britanniques de Business & Decision et de Tieto. En juillet, Sopra crée la filiale Sopra Banking Software à la suite des rachats de Callataÿ & Wouters et de Delta Informatique.
Après avoir racheté, en avril 2013, l’éditeur HR Access puis, en juillet 2014, l’activité HR Access Service alors détenue par IBM France, Sopra crée officiellement l’entité Sopra HR Software. Ces acquisitions et la création de Sopra HR Software permet d’ancrer de manière significative le savoir-faire du groupe dans le domaine des ressources humaines.
En 2014, La Banque postale et Sopra Banking Software signent un partenariat pour le déploiement d’une nouvelle plateforme de core banking à échelle nationale.

### Fusion de Sopra et Steria
Le 8 avril 2014 est annoncé un projet de rapprochement amical de Sopra et de Steria. Une offre publique d’échange (OPE) est lancée par Sopra sur son concurrent Steria, au taux d'une action Sopra pour quatre actions Steria, visant la totalité des actions Steria. Le 5 août 2014, cette OPE est un succès.
L'opération de fusion-absorption de la société « Groupe Steria » par « Sopra Group » est réalisée le 31 décembre 2014 et devient effective le 1er janvier, donnant naissance au groupe « Sopra Steria Group », spécialiste de la transformation numérique.

### Événements et acquisitions post-fusion
En 2015, Sopra Steria acquiert CIMPA, puis 2MoRO en 2018[réf. nécessaire].
En 2016, Sopra Steria acquiert 75 % de Cassiopae, éditeur spécialisé dans les solutions de crédits à l'entreprise et la gestion immobilière locative.
En 2017, Sopra Steria annonce l'acquisition de Kentor, société scandinave spécialisée dans le conseil, l'intégration de systèmes et la maintenance applicative et acquisition de Galitt, éditeur de solutions sur le marché des systèmes de paiement et des transactions sécurisées (250 employés pour un chiffre d'affaires de 30 millions d'euros en 2016). Toujours en 2017, Sopra Steria porte à 100% sa participation dans Cassiopae.
En 2018, Sopra Steria annonce l’acquisition de Bluecarat, société de services informatiques en Allemagne, d’it-economics, société allemande de conseil dans le numérique, et de Sword Apak, fournisseur de solutions de crédits et filiale du groupe Sword. En avril 2019, Sopra Steria annonce l'acquisition de SAB, une entreprise française spécialisée dans les applications bancaires.
En 2020, Sopra Steria annonce son projet d’acquisition de Sodifrance afin de créer un leader français des services du numérique dédiés au secteur de l’assurance et de la protection sociale, et l’acquisition de cxpartners, société de conseil en design ergonomique au Royaume-Uni.
En 2021, Sopra Steria annonce l’acquisition du cabinet français de cybersécurité EVA Group.
En même année, Sopra Steria a finalisé le 31 décembre 2020, via sa filiale Sopra Banking Software, l'acquisition de Fidor Solutions, la filiale logicielle spécialiste des solutions en banque digitale de la néo-banque Fidor Bank.
Dans le cadre de la pandémie de Covid-19 en France, Sopra Steria participe au développement de l'application StopCovid,. En mars 2022, Sopra Steria et IBM annoncent le lancement sur le marché de Sopra Steria Alive Intelligence (SSAI) dotés de services d’intelligence artificielle hébergés, opérés et sécurisés en France au service des entreprises et organismes publics de toute l’Europe.
En mars 2023, Sopra Steria annonce l'acquisition d'Ordina, une entreprise néerlandaise pour environ 518 millions d'euros.
La même année, Sopra Steria rachète également la société française CS Group et la société belge Tobania.
En février 2024, Sopra Steria vend une partie significative de ses activités Sopra Banking Software Paris à Axway.

### Une spécialisation dans le domaine de la défense
Depuis 2012, le groupe a opéré un virage stratégique vers le secteur de la défense sous l'impulsion de Laurent Giovachini, directeur général adjoint chargé des activités défense et sécurité intérieure. Fin 2012, Sopra remporte le marché d'architecture-intégration du programme SIA (système d'information des armées) du ministère des Armées, qui vise à la convergence des différents systèmes d'information opérationnelle et de commandement (SIOC).
En 2013, le ministre de la Défense Jean-Yves Le Drian décide l'abandon de Louvois et annoncé en 2016 son remplacement par Source Solde. Sopra Steria remporte l'appel d'offres.
Le groupe se positionne également dans les projets de maintien en condition opérationnelle et de supply chain des trois armées.
Depuis 2017, le groupe est présent dans le cadre d'une offre intégrée avec Thales dans le cadre du programme d'intelligence artificielle et de big data ARTEMIS. Le groupement est retenu pour la deuxième phase du partenariat innovant en 2019.
Sopra Steria investit également dans la cyberdéfense avec un centre dédié à Rennes au sein de l'écosystème autour du Pôle d'Excellence Cyber et du COMCYBER. Sopra Steria est partenaire du projet de Cyber Campus France et investisseur du fonds d'investissement Brienne III dans la cybersécurité.
Depuis 2021,Sopra Steria fait partie de GAIA-X, un projet de cloud européen avec pour objectif d'assurer une meilleure souveraineté numérique à l'Europe.
En 2022, Sopra Steria annonce son intention de procéder à l'acquisition de CS GROUP, acquisition finalisée le 26 mai 2023[réf. nécessaire]

### Projets médiatisés
En 2017, Sopra Steria est retenue pour réaliser le remplacement de Louvois, logiciel de paie des armées développé en interne mais qui n'a jamais fonctionné correctement.
En 2024, dans plusieurs CPAM, le logiciel Arpège développé par Sopra Steria est déployé pour remplacer un précédent logiciel gérant notamment les versements des indemnités journalières, dans l'espoir de le faire avec moins de personnel, mais le déploiement est un échec : pendant plusieurs mois, des milliers de personnes rencontrent des difficultés pour toucher leurs indemnités journalières et des centaines de personnes sont affectées à corriger les problèmes générés par ce déploiement.

## Activités
L'activité de conseil est récente à l'échelle de l'histoire du groupe[réf. nécessaire].
En 2000, Sopra acquiert Orga Consultants, société disposant de 200 collaborateurs et spécialisée dans le conseil en stratégie, en management et en organisation. En 2005, Steria acquiert l'entreprise allemande, Mummert Consulting. À partir de 2006, les activités de conseil sont regroupées sous la marque Sopra Group Business Consulting. À la suite de la fusion avec Steria en 2015, la marque devient Sopra Steria Consulting.
En 2016, deux acquisitions ont été réalisées dans le conseil, LASCE Associates en France et Solid Group en Norvège.
En 2020, le groupe lance sa nouvelle marque de conseil, Sopra Steria Next. Sopra Steria Next est la marque de conseil en transformation numérique du Groupe Sopra Steria.
En 2024, Sopra Steria Next regroupe 4000 consultants dans 30 bureaux en Europe.

## Organisation

### Gouvernance
En 2012, Sopra a désiré séparer les rôles de président du conseil d'administration et de directeur général. Cette organisation a été maintenue avec la fusion. Pierre Pasquier, cofondateur et président de Sopra, devient le président du conseil d'administration tandis que François Enaud, gérant de Steria, est nommé directeur général.
À la suite de la réunion du conseil d'administration du 17 mars 2015, François Enaud quitte le groupe Sopra Steria sur fond de mauvais résultats de Steria en France, poussé dehors par une direction (celle de Sopra) qui n'a pas la même façon de diriger. Il est remplacé par Vincent Paris, ancien directeur des opérations France de Sopra puis directeur général délégué de Sopra Steria. En juillet 2015, Laurent Giovachini est également nommé directeur général adjoint pour rejoindre John Torrie et assister Vincent Paris.
Le 12 janvier 2022, le Conseil d’Administration de Sopra Steria, présidé par Pierre Pasquier, décide de nommer Cyril Malargé pour succéder à Vincent Paris en tant que Directeur général. Laurent Giovachini reste à ses côtés en tant que Directeur général adjoint.

### Dirigeants
Président de Sopra Steria
- Depuis le 1er janvier 2015 : Pierre Pasquier

Directeur général de Sopra Steria
- De janvier à mars 2015 : François Enaud
- De mars 2015 à mars 2022 : Vincent Paris
- Depuis mars 2022 : Cyril Malargé

Directeur général adjoint
- De janvier à mars 2015 : Vincent Paris
- De mars à juillet 2015 : John Torrie
- Depuis juillet 2015 : John Torrie et Laurent Giovachini
- Depuis mars 2022 : Laurent Giovachini

En octobre 2023, Sopra Steria embauche Axelle Lemaire en tant que directrice responsabilité d’entreprise et développement durable.

## Actionnaires
| Actionnaire                                       | Part   |
| ------------------------------------------------- | ------ |
| Sopra GMT (holding)                               | 19,6 % |
| Participations gérées pour le compte de salariés  | 6,2 %  |
| Fondateurs et management                          | 2,6 %  |
| Autodétention                                     | 0,9 %  |
| Public                                            | 70,8 % |
| Dont investisseurs institutionnels internationaux | 33,6 % |
| Dont investisseurs institutionnels français       | 21,4 % |
| Dont actionnaires individuels                     | 8,7 %  |
| Dont autres                                       | 6,8 %  |

Sopra Steria est parmi les premiers groupes cotés français en termes d’actionnariat salarié. En ajoutant les actions détenues directement au nominatif par les salariés et anciens salariés du Groupe, ces pourcentages s’élèvent à près de 10% du capital et 13% des droits de vote, faisant des collaborateurs le deuxième actionnaire du Groupe,.

## Controverse
À l'issue d'une campagne de testing initiée par le gouvernement français et menée à l'hiver 2018, Sopra Steria est soupçonnée de discrimination à l'embauche envers le candidat « présumé maghrébin ». Critiquant la méthodologie de l'enquête, l'entreprise est cependant convoquée en juin 2020 à une journée de formation au secrétariat d'État à l'égalité entre les femmes et les hommes.